# 前橋市立第四中学校
前橋市立第四中学校（まえばししりつ だいよんちゅうがっこう）は、群馬県前橋市日吉町にあった公立中学校。少子化などによる生徒数の減少に伴い2010年度（平成22年度）をもって閉校、近隣の前橋市立第二中学校と統廃合した。現在は前橋市立みずき中学校として、2011年度(平成23年度)、(旧)前橋市立第二中学校にて新開校した。2015年度には前橋市立第四中学校の跡地に建設中の新校舎へ校地を移した。

## 所在地
- 群馬県前橋市日吉町三丁目9番地2

## 教育信条
「夢は大きく　志は高く　やればできる」

## 沿革
- 1954年（昭和29年） - 創立開校
- 1955年（昭和30年） - 校歌制定
- 1963年（昭和38年） - 体育館落成
- 1980年（昭和55年） - プール竣工
- 1981年（昭和56年） - 東門完成
- 1984年（昭和59年） - 第2体育館完成
- 2011年（平成23年） - 前橋市立第二中学校との統合により閉校した。校舎は全解体され、跡地には統廃合により開校した前橋市立みずき中学校の新校舎が建っている。

## 学区
- 日吉町一丁目、二丁目、三丁目、四丁目
- 若宮町一丁目、二丁目、三丁目、四丁目
- 国領町一丁目、二丁目
- 三俣町一丁目、二丁目、三丁目

## 周辺主要施設
- 群馬県民会館
- 群馬県立図書館

## 出身者
- 梅沢富美男 - 歌手、俳優。
- 高井崇志 - 元衆議院議員、れいわ新選組幹事長